# Jarl
A jarlok a középkori Skandinávia területét uraló „fejedelmek” voltak. A regionális jarlok ugyan uralták földjeiket, de felettük állt még a király, akit a jarlok közül választottak.
Az angolszászoknál az ennek megfelelő cím az earl, vagyis a gróf. A későbbiek során Skandináviában is elavulttá vált a kifejezés, így helyébe a herceg megnevezés lépett (hertig/hertug/hertog).